# Syma Sport and Events Centre
O Syma Sport and Events Centre é uma instalação localizada em Budapeste, Hungria. Inaugurado em 1 de setembro de 2006, tem uma área de 29 000 m² e 16 metros de altura. O complexo é divido em três salões.

## Características

### Salão A
O maior dos três salões possui um térreo de 8 000 m² e 16 metros de altura, o salão é equipado com elevadores e oferece um centro de saúde, incluindo uma sala de emergência, um vestiário com camarins e vários escritórios, além de uma área VIP e três salas de conferências.

### Salão B
O salão B possui uma área de 4 800 m² e 8 metros de altura, suporta 5 mil pessoas e tem duas salas de conferências no primeiro andar. O salão também possui uma instalação multifuncional que pode ser escurecida sob demanda e hospedar uma ampla gama de eventos de competições esportivas, exposições e feiras, concertos, conferências e jantares corporativos.
Um curso de quatro pistas de corridas que atende aos padrões internacionais está disponível para o uso da Associação Atlética da Hungria. Quando o salão não está sendo utilizado para fins desportivos, o chão é coberto por um tapete sintético.

### Salão C
O menor dos salões possui 2 800 m² e 8 metros de altura, um espaço adicional de 1500 m² fica disponível no primeiro andar, assim como uma varanda de 380 m². A capacidade do salão é de 2 500 pessoas. O salão é composto por vestiários, banheiros e lavatórios, e é utilizado por esportistas.

### Passage lobby
A Passage lobby é uma passagem que liga os salões do complexo, considerada uma rua, a passagem tem 1 200 m². O telhado é de vidro, por este fato, a passagem tem iluminação natural. Nas estradas principais; há a presença de portarias, recepções e checkrooms.
Um restaurante de 400 m² com um terraço de 500 m² é acessível através da entrada norte. O restaurante comporta 250 pessoas durante o inverno e 600 no verão (devido a disponibilidade do terraço).

## Ligações Externas
- «Sítio oficial» (em húngaro)